# Ksenia Afanasieva
Pour les articles homonymes, voir Afanassieva.
Ksenia Dmitrievna Afanassieva (en russe : Ксения Дмитриевна Афанасьева) est une gymnaste russe, née le 13 septembre 1991 à Toula.

## Biographie
Ksenia Dmitrievna Afanasyeva (russe : Ксения Дмитриевна Афанасьева ) née le 13 septembre 1991 est une gymnaste artistique russe à la retraite qui a participé aux Jeux olympiques d'été de 2008 et 2012. 
Elle est championne du monde 2011 au sol, championne d'Europe 2013 et 2015 au sol, et championne des Universiades 2013 au saut et au sol. Largement considérée comme l'une des gymnastes les plus originales et artistiques de tous les temps, elle s'est retirée de la gymnastique d'élite en juillet 2016 en raison d'une maladie rénale, à un mois des Jeux olympiques d'été 2016, pour lesquels elle était la première suppléante de l'équipe russe.

## Palmarès

### Jeux olympiques
- Pékin 2008
  - 7e à la poutre
  - 4e au concours par équipes

- Londres 2012
  -  médaille d'argent au concours par équipes
  - 6e place au sol
  - 5e à la poutre

### Championnats du monde
- Rotterdam 2010
  -  médaille d'or au concours par équipes

- Tokyo 2011
  -  médaille d'or au sol
  -  médaille d'argent au concours par équipes

- Glasgow 2015
  -  médaille d'argent au sol

### Championnats d'Europe
- Clermont-Ferrand 2008
  -  médaille d'argent au concours par équipes

- Milan 2009
  -  médaille d'argent au concours général individuel

- Moscou 2013
  -  médaille d'or au sol

- Montpellier 2015
  -  médaille d'or au sol
  -  médaille de bronze au saut de cheval

- Berne 2016
  -  médaille d'or au concours par équipes
  -  médaille de bronze au saut de cheval